# NGC 2724
NGC 2724 est une galaxie spirale barrée située dans la constellation du Lynx. NGC 2724 a été découverte par l'astronome britannique John Herschel en 1832.

## Caractéristiques
En raison d'une brillance de surface égale à 14,75 mag/am2, on peut qualifier NGC 2724 de galaxie à faible brillance de surface (LSB en anglais pour low surface brightness). Les galaxies LSB sont des galaxies diffuses (D) avec une brillance de surface inférieure de moins d'une magnitude à celle du ciel nocturne ambiant.

### Distance
Sa vitesse par rapport au fond diffus cosmologique est de 3 442 ± 16 km/s, ce qui correspond à une distance de Hubble de 50,8 ± 3,6 Mpc (∼166 millions d'al).

### Classification
La base de données NASA/IPAC classe cette galaxie comme une spirale intermédiaire, mais on devine la présence d'une barre sur l'image du relevé SDSS.